# Praon coloradense
Praon coloradense är en stekelart som beskrevs av William Harris Ashmead 1890. Praon coloradense ingår i släktet Praon och familjen bracksteklar. Inga underarter finns listade i Catalogue of Life.